# Eleutherodactylus cooki
Eleutherodactylus cooki är en groddjursart som beskrevs av Grant 1932. Eleutherodactylus cooki ingår i släktet Eleutherodactylus och familjen Eleutherodactylidae. IUCN kategoriserar arten globalt som sårbar. Inga underarter finns listade i Catalogue of Life.